# Tajemnica Rajskiego Wzgórza (film)
Tajemnica Rajskiego Wzgórza (ang. The Secret of Moonacre, 2008) – węgiersko-brytyjsko-francuski film familijny, którego premiera w polskich kinach odbyła się 20 marca 2009 roku. Jest to adaptacja powieści Elizabeth Goudge z 1946 roku, pt. Tajemnica Rajskiego Wzgórza (oryg. The Little White Horse).

## Fabuła
W dolinie Moonacre mieszkają dalecy krewni trzynastoletniej sieroty Marii Merryweather, która ma zamieszkać w ich posiadłości. Wkrótce na Marię czeka wiele niezwykłych przygód. Jedną z nich jest informacja o tym, że jest ona ostatnią Księżycową Księżniczką, a na jej rodzinie ciąży klątwa. Maria ma ciężkie zadanie do zrealizowania, ponieważ aby uratować swoją rodzinę musi ją odczarować, a czas na wykonanie zadania ma do najbliższej pełni. Musi uratować także dolinę Moonacre, która wkrótce może zniknąć pod powierzchnią morza. 

## Obsada
- Dakota Blue Richards – Maria Merryweather
- Ioan Gruffudd – sir Benjamin
- Tim Curry – Coeur De Noir
- Natascha McElhone – Loveday
- Juliet Stevenson – panna Heliotrop
- Augustus Prew – Robin
- Andy Linden – Marmaduke Scarlet
- Michael Webber – Digweed
- George Mendel – ksiądz
- Sandor Istvan Nagy – człowiek Coeur De Noira
- Oliver Simor – gość na weselu
- Zoltán Barabás Kis – Dulac
- Ferenc Vizes – angielski robotnik

## Wersja polska
- Opracowanie i udźwiękowienie wersji polskiej: Eurocom Studio
- Reżyseria: Tomasz Marzecki
- Dialogi: Maciej Wysocki
- Dźwięk i montaż: Krzysztof Podolski
- Kierownictwo produkcji: Marzena Omen-Wiśniewska
- W wersji polskiej wystąpili:

• Joanna Jabłczyńska – Maria
• Adam Ferency – De Noir
• Elżbieta Kijowska – Panna Heliotrop
• Anna Gajewska – Lawenda
• Andrzej Ferenc – Beniamin
• Mieczysław Morański – Marmaduk
• Krzysztof Szczerbiński – Robin
• Sławomir Orzechowski – Digweed
• Hanna Kinder-Kiss
• Anna Wiśniewska
• Włodzimierz Bednarski
• Jerzy Molga
• Tomasz Błasiak
• Piotr Marzecki
• Paweł Szczesny
• Janusz Wituch
• Grzegorz Pawlak

## Zdjęcia
Zdjęcia do filmu realizowane były na terenie Węgier (Budapeszt, Tura, Pilis, Veszprém), Anglii (Londyn).